# 迈阿密市政府

迈阿密市旗

迈阿密市政府是由市政宪章所组织的市长-议会制政府。

## 组织

### 市政委员会与市长

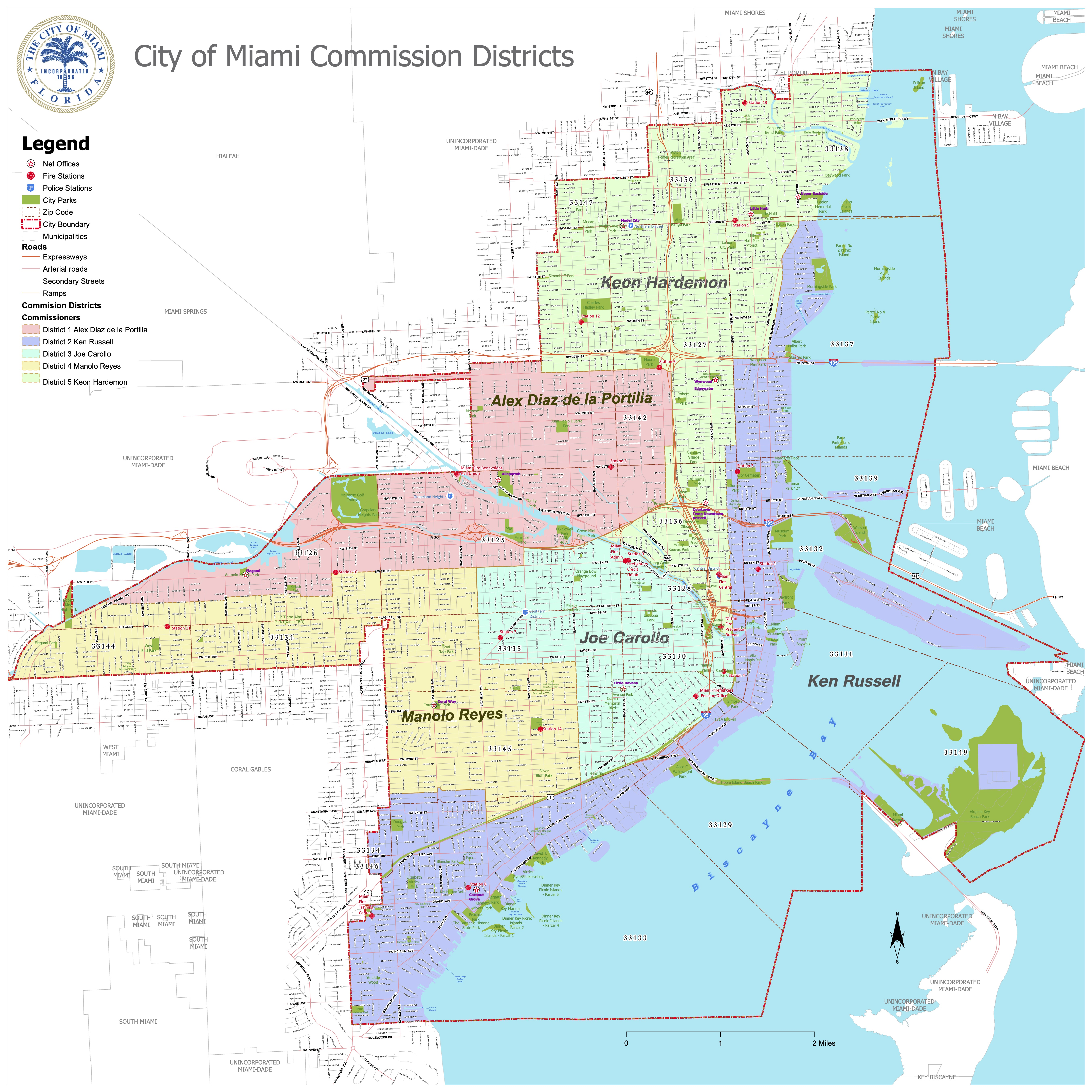
2019年迈阿密市委员会分区地图

现任迈阿密市长弗朗西斯·苏亚雷斯是由直接选举选出；市长则任命一名市执行长，作为迈阿密市的首席行政官。
五个市政委员会是由各选区选民所选出的。市政委员会也须进行选民登记。市政委员会定期在迈阿密市政厅举行会议。市政委员会有权通过地方条例，通过市政宪章规定，行使其他权利。
- 迈阿密市第一区市政官：亚历克斯·迪亚兹·德·拉波蒂利亚
- 迈阿密市第二区市政官：肯·鲁塞尔
- 迈阿密市第三区市政官：乔·卡洛罗
- 迈阿密市第四区市政官：马诺罗·雷耶斯
- 迈阿密市第五区行政官：杰弗里·沃特森

### 警务部门
迈阿密警察局，通常被称为迈阿密市警，是迈阿密的主要警察部门。 他们的管辖范围是迈阿密的实际城市范围，但有与邻近的警察部门签订互助协议。现任警察局长是曼努埃尔·奥罗萨。迈阿密市警察的蓝色制服和蓝白相间的巡逻车与他们的迈阿密-戴德县同行区别开来。

### 供水与污水处理
迈阿密市的供水与污水处理事务主要由迈阿密-戴德县供水与污水处理局管理。

### 其他
- 阿特·诺列加 - 市执行长（英语：City Manager）
- 维多利亚·门德兹 -  市检察官（英语：City Attorney）
- 托德·B·汉农 - 市办事员（英语：City Clerk）

## 联邦与州代理事务
美国邮政署经营着迈阿密邮局。迈阿密邮政总局位于西北第72大街2200号，是迈阿密-戴德县位置较偏僻的地方，毗邻迈阿密国际机场。

## 链接
迈阿密市政府官方网站 （页面存档备份，存于）（英文）